# Parco naturale delle Lame del Sesia
Il parco naturale delle Lame del Sesia è un'area naturale protetta che si trova in Piemonte, lungo le sponde del fiume Sesia, interessa la provincia di Vercelli con i comuni di Greggio, Albano Vercellese e Oldenico, situati sulla destra orografica, ed il comune di Villata sulla riva sinistra. In provincia di Novara il parco si estende anche nel comune di San Nazzaro Sesia.

## Storia
È stato istituito nel 1978 dalla regione Piemonte e comprendeva originariamente soltanto le Lame del Sesia (circa 845 ettari), l'Isolone di Oldenico e la Garzaia di Villarboit.
 
Successivamente è stato ampliato nel 1984 con la Palude di Casalbeltrame e poi ancora nel 1990 con la Garzaia di Carisio. Ha una superficie di circa 1200 ettari e un'altitudine compresa tra 136 e 160 metri s.l.m.
È gemellato con la riserve des Cascades de Banfora.

## Territorio

### Lame del Sesia

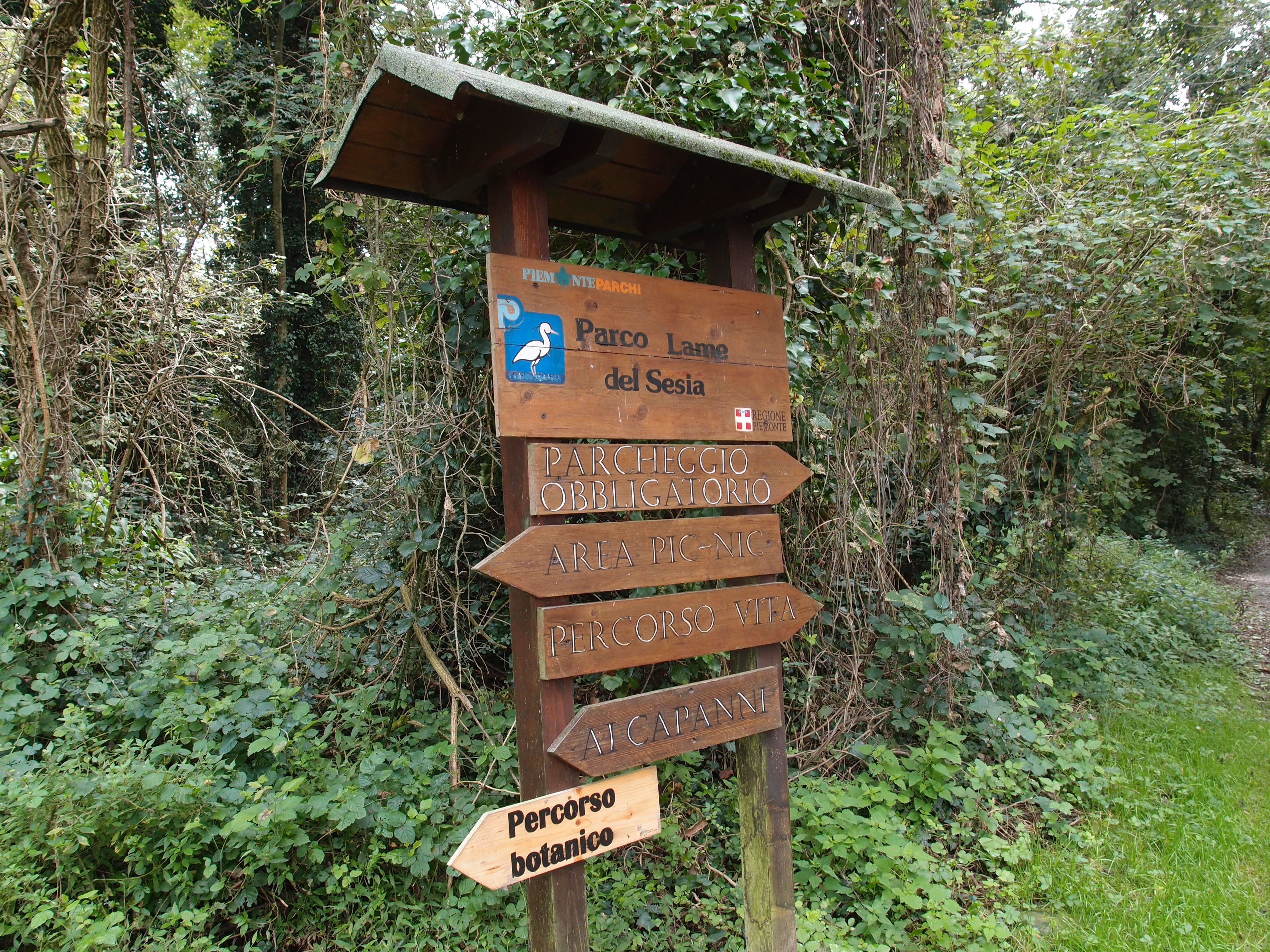
Pannello informativo

Il parco venne istituito con l'obiettivo di tutelare alcuni particolari ambienti dai quali prende il nome, detti "lame". Sono formazioni paludose generate dal fiume Sesia, che, quando è soggetto a piene improvvise, abbandona spesso il proprio corso, scegliendone un altro. I meandri abbandonati, nei quali ristagna l'acqua, vengono letteralmente colonizzati dalla flora palustre dando origine alle cosiddette "lame".
 Questo ambiente ospita una fauna molteplice, in particolare uccelli, tra i quali il germano reale, il martin pescatore ed il porciglione, oltre ad alzavole, codoni, mestoloni, morette e moriglioni. Si possono anche osservare anche dei rettili, quali la ormai rarissima testuggine d'acqua.
La flora comprende carpini, frassini, olmi, querce, robinie e salici.

### Isolone di Oldenico
Al fine di proteggere gli aironi è stata istituita la riserva naturale speciale dell'Isolone di Oldenico, di 55 ettari, che ospita una consistente "garzaia", dove nidificano ogni anno 1.500 coppie, tra nitticore, garzette, aironi cenerini e sgarze ciuffetto. Successivamente alla sua istituzione hanno iniziato a nidificare anche i cormorani, circa 30 coppie, i mignattai, le spatole, gli aironi guardabuoi e, dal 1989, l'ibis sacro, rendendo quest'area uno dei più importanti santuari ornitologici italiani.
Le specie arboree presenti sono principalmente pioppi ed olmi.

### Garzaia di Villarboit
Area di 10 ettari, è zona di nidificazione di garzette, nitticore e sgarze ciuffetto.

### Palude di Casalbeltrame

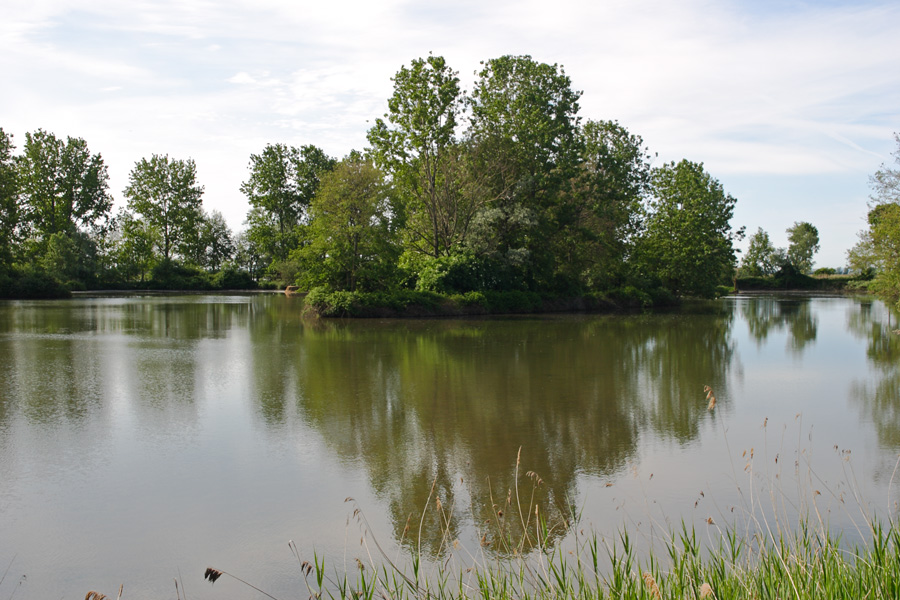
Palude di Casalbeltrame

Costituisce un tipico esempio di palude padana, si sviluppa su una superficie di circa 250 ettari. Vi nidificano parecchie specie di uccelli acquatici stanziali e rappresenta anche una stazione per specie migratorie che transitano tra il Ticino ed il Sesia.
L'oasi è un paradiso per il birdwatching tanto da essere stata nominata, nel 2010, oasi più bella d'Italia alla Fiera internazionale del birdwatching.

### Garzaia di Carisio
La riserva si estende su una novantina di ettari a cavallo del torrente Elvo e vi sono state censite più di trenta specie di uccelli, la maggior parte delle quali nidificano in loco. Importante anche la presenza di anfibi e di numerose specie di odonati.

## Comuni
Il parco comprende i seguenti comuni della provincia di Vercelli:
- Albano Vercellese (in cui si trova la sede del parco)
- Carisio
- Greggio
- Villarboit
- Oldenico
- Villata

e i seguenti comuni della provincia di Novara:
- Casalbeltrame
- San Nazzaro Sesia

## Flora
Nel parco sono protetti gli ultimi lembi di fustaia planiziale di farnia (quercus robur), che crescendo assieme al frassino, all'olmo, al carpino, ad un sottobosco di noccioli, al biancospino, agli evonimi, ai ligustri, con salici ed ontani nell zone maggiormente umide, formava il tipico bosco che ricopriva un tempo la Pianura Padana, prima che la risicoltura intensiva lo relegasse a pochi esempi posizionati per la maggioranza lungo i fiumi.

## Fauna
Da rilevare la presenza dell'ibis sacro (Threskiornis aethiopicus) che qui ha nidificato per la prima volta nel 1989. Altri uccelli comuni sono l'airone cenerino (Ardea cinerea), la garzetta (Egretta garzetta), la sterna (Sterna hirundo), il cormorano (Phalacrocorax carbo), il corriere piccolo (Charadrius dubius). 

Nei boschi vi si ritrova il tasso (Meles meles), lo scoiattolo (Sciurus vulgaris), la volpe (Vulpes vulpes), il ghiro (Glis glis), il riccio (Erinaceus europaeus); tra gli uccelli la ghiandaia (Garrulus glandarius), il picchio rosso maggiore (Picoides major), il pettirosso (Erithacus rubecula), e lo scricciolo (Troglodytes troglodytes).

## Attività

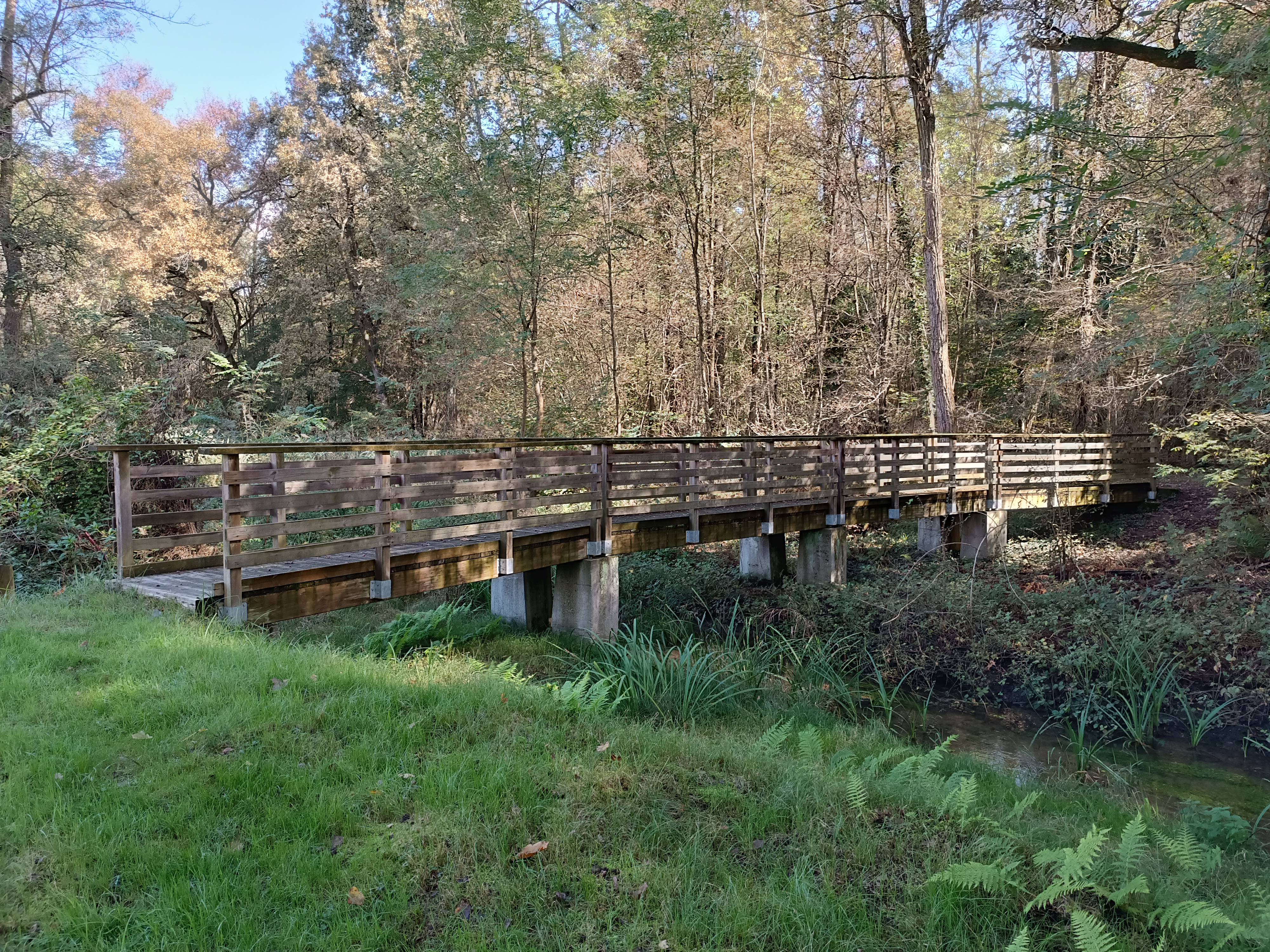
Sentiero e ponte all'interno del Parco Lame del Sesia

L'ente parco organizza visite guidate, corsi di specializzazione sui temi riguardanti le scienze naturali e la conservazione dell'ambiente.
 Nel parco sono indicati percorsi didattici, mentre in sede si possono osservare filmati naturalistici in una sala di proiezione e un museo presso il quale è a disposizione un noleggio di biciclette da guidare durante la visita.